# 福嶋亮大
福嶋 亮大（ふくしま りょうた、1981年2月21日 - ）は、日本の批評家（文芸評論家）・中国文学者。立教大学大学院文学研究科（比較文明学専攻）教授。学位は博士（文学）。

## 略歴
京都府生まれ。
2003年3月、京都大学文学部中国文学科卒業。
2004年8月、東浩紀の発行していたメールマガジン「波状言論」に論文を送り、9月に返事を得る。そして9月30日配信分の「波状言論」16号（9月B号）に論文「自然・批評・祈り - 舞城王太郎について」の前編が、10月30日に配信された「波状ゲンロン」18号（10月B号）に後編がそれぞれ掲載された。
『群像』2005年10月の特集「評論特集11人評論競作」に「コンラッドの末裔たち1900 / 2000 - 桜坂洋、平山瑞穂、山崎ナオコーラ論」を寄稿。
2009年3月、京都大学大学院文学研究科（文献文化学専攻）博士後期課程を研究指導認定退学。2012年3月、論文「チャイニーズ・イノセンス：1910-1930年代中国における文芸的公共圏の可能性および主体性の諸様式」で京都大学より博士（文学）の学位を取得。
雑誌『ユリイカ』などに論文を寄稿し、同誌上で連載していた「神話社会学」を改稿した『神話が考える：ネットワーク社会の文化論』にて2010年3月に単著デビュー。それまでゼロ年代の批評はやや若者向けとみなされがちだったが、同書ではライトノベル・ケータイ小説・ニコニコ動画といったユースカルチャーだけでなく柳田國男やルイス・キャロルなどの古典まで幅広く議論の対象とし、年長者の読者も視野に入れた内容となっている。
2014年、『復興文化論：日本的創造の系譜』で第36回サントリー学芸賞受賞。
2015年4月、立教大学文学部助教に就任。2017年4月より同准教授、2024年4月より現職。
2017年、『厄介な遺産』でやまなし文学賞受賞。
2019年、早稲田大学坪内逍遙大賞奨励賞受賞。

## 人物
- 幼少期（1980年代）は、上原正三がシナリオを担当していた新ウルトラマンや宇宙刑事シャイダーの熱狂的ファンであった。
- 2001年9月、アメリカ同時多発テロ事件が起こったことをきっかけに世の中について知りたいと思うようになった。そのときに手に取った村上龍の対談集『存在の耐えがたきサルサ』（文藝春秋、1999年6月）で、「浅田彰、柄谷行人、蓮實重彦の名前を知り著作を読んでみたことが批評に関心を抱いたきっかけである」と語っている。
- 声楽を習っており、オペラ歌手になりたかった。大学3年生のころに喉を痛めてしまい半年ほど歌えなくなったときに本を読んでみようと思ったという。文学部の学生であったが本を読む習慣がついた時期は遅かった。村上春樹や村上龍の作品を初めて読んだのは2001年～2002年であった。東浩紀、中野重治など乱読を続ける。
- 2003年に、群像新人賞に応募したが落選。2004年に舞城王太郎論を書く。
- 2021年の『ハロー、ユーラシア　21世紀「中華」圏の政治思想』において、香港、台湾と中国の対立を梅棹忠夫が提示した文明の生態史観における「第一地域」である台湾、香港と、「第二地域」の中国との衝突ととらえた[7]。

## 造語
偽史的想像力
現実（正史）に対して架空の起源（偽史）を与える想像力のことで、アニメファンよる聖地巡礼の考察やケータイ小説『恋空』の読解などで使用している。それぞれの項目も参照。

## 著書

### 単著
- 『神話が考える：ネットワーク社会の文化論』（青土社、2010年）ISBN　978-4-7917-6527-0
- 『復興文化論：日本的創造の系譜』（青土社、2013年）ISBN 978-4791767335
- 『厄介な遺産：日本近代文学と演劇的想像力』（青土社、2016年）ISBN　978-4-7917-6943-8
- 『ウルトラマンと戦後サブカルチャーの風景』（PLANETS／第二次惑星開発委員会、2018年）ISBN 978-4-905325-12-3
- 『百年の批評：近代をいかに相続するか』（青土社、2019年）ISBN　978-4-7917-7167-7
- 『らせん状想像力: 平成デモクラシー文学論』（新潮社、2020年）ISBN　978-4-10-353561-4
- 『ハロー、ユーラシア：21世紀「中華」圏の政治思想』（講談社、2021年）ISBN 978-4-06-524523-1
- 『感染症としての文学と哲学』（光文社新書、2022年）ISBN　978-4-334-04591-3
- 『思考の庭のつくりかた：はじめての人文学レッスン』（星海社新書、2022年） ISBN　978-4-06-528401-8
- 『書物というウイルス：21世紀思想の前線』（blueprint、2022年）ISBN　978-4-909852-35-9
- 『世界文学のアーキテクチャ』（PLANETS／第二次惑星開発委員会、2025年）ISBN　978-4-911149-03-4

### 共著
- （東浩紀監修）『現代日本の批評：1975 - 2001』市川真人・大澤聡（講談社、2017年）ISBN　978-4-06-220756-0
- （張彧暋(チョウ イクマン)）『辺境の思想：日本と香港から考える』（文藝春秋、2018年） ISBN　978-4-16-390830-4

## 論文

### 学術論文
- 「「不朽」の修辭學 - 新文學の起源について」『中國文學報』69号（京都大学文学部中国語学中国文学研究室、2005年4月）
- 「ロマンスの脱構築 - 茅盾『子夜』論」『中国』21号（中国社会文化学会、2006年6月）
- 「「社會的」な個の誕生 - 胡適の自傳および傳記について」『中國文學報』80号（京都大学文学部中国語学中国文学研究室、2011年4月）
- 「中国語音節カタカナ表記ガイドラインについて」『東方』364号（東方書店、2011年6月）
- 「進化の形成物としての白話 - 胡適の言語觀およびコミュニケーション觀の再檢討」『東方学』123号（東方学会、2012年1月）
- 「漱石と「情」の時代」『文学』2012年5月号（岩波書店）
- 「文学史における安吾」『坂口安吾研究』第4号（坂口安吾研究会、2018年12月）

### 文芸批評
- 「コンラッドの末裔たち 1900 / 2000 - 桜坂洋、平山瑞穂、山崎ナオコーラ論」『群像』2005年10月号
- 「幻想の自然」『ユリイカ』2006年8月号
- 「シミュレーションの論理をめぐる五つの断章」『ユリイカ』2007年4月号
- 「ドストエフスキー以後」『ユリイカ』2007年11月号
- 「構造を擬態する - 西尾維新論」南雲堂、『探偵小説のクリティカル・ターン』 2008年　ISBN 978-4523264699
- 「チャイニーズ・イノセンス 郭敬明現象が語るもの」『ユリイカ』2008年3月号　ISBN 978-4791701759
- 「快楽装置としての身体 - バルト / ウエルベック」『早稲田文学1』太田出版、2008年　ISBN 978-4778311216
- 「漫画の新しい体質」『ユリイカ』2008年6月号
- 「物語の見る夢 - 華文世界の文化資本」日本放送出版協会、『思想地図〈vol.1〉特集・日本』2008年　ISBN 978-4140093405
- 「今日の文学性について」『早稲田文学』 [第10次]第2号（2008年12月）
- 「〈現地語〉の翻訳」『ユリイカ』2009年2月号
- 「ホモ・エコノミクスの書く偽史」日本放送出版協会、『思想地図〈vol.3〉特集・アーキテクチャ』 2009年　ISBN 978-4140093443
- 「仮想空間からリアル世界へ - 『アンブロークン アロー』をめぐって」『S-Fマガジン』2009年10月号
- 「セレブリティとオタク - ポップアートの新しい資源」『思想地図β vol.1』 合同会社コンテクチュアズ、2010年　ISBN 978-4990524302
- 「ポン・ジュノ 脱臼されたハードボイルド」『ユリイカ』2010年5月号
- 「民話と神話のあいだ」『ユリイカ』2010年10月号
- 「シニシズム、コマーシャリズム、マジック・リアリズム - 村上春樹から中国現代文学へ」『ユリイカ』2011年1月号
- 「たわいないユートピア」『ユリイカ』2011年7月臨時増刊号　ISBN 978-4791702244。
- 「大江健三郎の神話装置 - ホモエロティシズム・虚構・擬似私小説」『早稲田文学』2011年9月号
- 「辞書と法・道具・心意 - 中国の場合」『ユリイカ』2012年3月号
- 「奇術師のニヒリズム」『ユリイカ』2012年8月号
- 「｢子供のロマン主義｣とその彼方」『ユリイカ』2012年9月号
- 「追想の様式」『ユリイカ』2013年1月号
- 「西洋のゾンビ、東洋の幽霊」『ユリイカ』2013年2月号
- 「探求の文学 - 舞城王太郎論」『文藝』2013年5月号
- 「文明と失踪 - 丸谷才一の両面性」『早稲田文学』 [第10次]第6号 2013年9月
- 「「反劇的人間」のゆくえ - 前田司郎について」『すばる』2013年11月号
- 「神の成長」『ユリイカ』2013年12月号
- 「キャラクター小説の中国的起源」『早稲田文学』 [第10次]第7号 2014年1月
- 「物語の再起動に向けて - 折口信夫から考える」『すばる』2015年2月号
- 「司馬遼太郎と三島由紀夫 「国民作家」の戦争体験」『文藝春秋special』2015年秋号
- 「日本文学をいかに批評するか」株式会社ゲンロン、『ゲンロン 1』2015年12月
- 「日本を転位する眼 - 山崎正和論」『中央公論』2016年12月号
- 「『シン・ゴジラ』と戦後的な倫理」『ユリイカ』2016年12月号
- 「家・中国化・メディア - 折口信夫『死者の書』の構造」『現代思想』2017年2月号
- 「漱石におけるアポリア - 夢・妹・子供」『三田文学』No.129（2017年春季号） 2017年4月
- 「悪霊・崇高・身体 - 上田秋成と一八世紀のパラダイム」株式会社ゲンロン、『ゲンロン 5』 2017年6月
- 「存在・固有名・物語」『ユリイカ』2017年10月号
- 「高畑勲の批評性」『ユリイカ』2018年7月号
- 「梅原猛の二つの焦点」『ユリイカ』2019年4月号
- 「舞城王太郎と平成文学のナラティヴ」『新潮』2019年6月号
- 「「我と汝」の変容 - 万葉の抒情について」『現代思想』2019年8月号
- 「文化史における『三体』」『群像』2019年11月号
- 「折り畳み百年」CCCメディアハウス、『アスティオン』第91号 2019年12月
- 「内向の系譜 - 古井由吉から多和田葉子へ」『新潮』2020年1月号
- 「「消失する媒介者」としての明智光秀」『現代思想』2020年1月号
- 「「政治と文学」の再来」『新潮』2020年4月号

## 動画
- 與那覇潤×福嶋亮大 京都学派はユーラシアの夢を見るか - リハビリする歴史Vo.2【論壇チャンネルことのは】